# Sukiennice ve Štětíně
Sukiennice ve Štětíně (latinsky domus pannorum, německy wanthaus) je neexistující kupecký dům středověkých štětínských textilních řemeslníků. Nacházel se na východním průčelí náměstí Bílého orla na místě dnešní budovy č. 10 a částečně bloku č. 6-9.
Sukiennice byly postaveny pravděpodobně na počátku 13. století. Byly zmíněny v roce 1396 pod latinským názvem domus pannorum. V roce 1409 byla tržnice zmíněna pod německým názvem wanthaus. Na konci 15. století si štětínští textilní řemeslníci vytvořili vlastní bratrstvo. V roce 1520 byly některé místnosti v tržnici upraveny pro účely zasedání městské rady. V roce 1563 byla tržnice z důvodu špatného technického stavu zbořena. Řemeslníci se přestěhovali do nájemního domu na rohu dnešní ulice Grodzké a neexistující ulice Bogdanki. Na místě zbořené tržnici byly postaveny nájemní domy.